# رودیک هوهانیسیان
رودیک آنوشاوانی هوهانیسیان (ارمنی: Ռուդիկ Անուշավանի Հովհաննիսյան؛ زادهٔ ۶ مارس ۱۹۴۸) یک  سیاستمدار اهل ارمنستان است که از تاریخ ۱۹۹۰ تا تاریخ ۱۹۹۵ سمت نمایندگی دوره اول شورای عالی جمهوری ارمنستان را برعهده داشت.

## زندگی‌نامه
در ۶ مارس ۱۹۴۸ ‏در ارمنستان به دنیا آمد . 